# 利韦尔
利韦尔，是西班牙巴伦西亚自治区阿利坎特省的一个市镇。总面积22km2，总人口671人（2001年），人口密度31人/km2。